# Habanera
« Havanaise » redirige ici. Pour la composition de Saint-Saëns, voir Havanaise (Saint-Saëns).
Sous-genres
Danzón
La habanera est un genre musical et une danse ayant émergé vers 1830 à Cuba. Le terme peut aussi désigner un genre musical latino-américain ou catalan. La fête et la tradition qui lui sont associées ont été créées après le XIXe siècle par les catalans de Palafrugell. Les habaneras catalanes s'accompagnent uniquement de certains instruments à cordes, comme la guitare et le luth.

## Histoire

### Origines et thématiques

Premières mesures de L'amour est un oiseau rebelle, habanera de l'opéra Carmen de G. Bizet. Remarquer la permanence de la structure rythmique à la basse.

Les habaneras espagnoles cubaines, issues de la contradanza, sont nées vers 1830 à La Havane et se sont rapidement répandues en Argentine. La milonga, puis le tango vont en dériver. Les plus connues sont celles de l'Espagnol Sebastián Iradier (1809-1865) : La paloma (« La Colombe ») composée vers 1860. Des musiciens espagnols tels que Manuel de Falla et Isaac Albéniz ou plus récemment Carlos Cano avec des paroles d'Antonio Burgos  (Habaneras de Cadiz) ont également composé des habaneras.
La paloma d'Iradier acquiert une grande renommée en Espagne et dans les Amériques. Le quadrille est adopté par toutes les classes sociales et connaît un grand succès dans les salons de France et d'Angleterre. La chanson habanera acquiert une telle renommée internationale que de nombreux compositeurs ont cultivé le genre, comme Jules Massenet, qui a inclus la habanera dans son opéra Le Cid de 1885, ainsi que Georges Bizet dans son opéra Carmen.

### Espagne
Les populations côtières s'approprie le genre musical qui reste une source d'inspiration pour de nombreux compositeurs. Bilbao, San Vicente de la Barquera (Cantabrie), Miranda de Ebro, Getxo y Portugalete (Biscaye), Totana (Murcie), Huelva, Cadix, Torrevieja, Santa Pola, La Vila Joiosa ou Dénia (Alicante) sont autant d'exemples de régions où ce genre est encore vivace.

### Mexique
Dans la chanson lyrique nordique, on trouve des genres d'origine antillaise, tels que le boléro, le danzón et la danse habanera. Parmi les interprètes de ce genre, on trouve Luisa Fernanda Patrón Tayer, qui chante des chansons telles que La morenita cubana.
Il existe également des jarabes de Jalisco — comme La cubanita — qui proviennent à l'origine d'une danse habanera, mais qui sont devenues populaires dans la République mexicaine au milieu du XIXe siècle, donnant lieu à différentes versions, y compris pour les fanfares municipales.

### France
Sous l'influence de Sebastián Iradier, la habanera devient un genre à la mode en Europe à la fin du XIXe siècle. Dans les salons européens, son exotisme de circonstance l'éloigna rapidement de ses origines populaires. Plusieurs morceaux sont demeurés célèbres dans le répertoire : 
- L'amour est un oiseau rebelle, habanera de l'opéra Carmen, de Georges Bizet (1875)[7] ;
- Habanera, poème pour piano d'Emmanuel Chabrier (1885)[8] ;
- Havanaise, Camille Saint-Saëns (1887)[9] ;
- Habanera, 1er mouvement de Sites auriculaires de Maurice Ravel pour deux pianos (1895)[10], puis orchestrée pour figurer comme 3e mouvement de la Rapsodie espagnole (1907)[11] ;
- La Puerta del vino, « mouvement de habanera », 3e prélude du Deuxième livre de Préludes pour piano de Claude Debussy (1911-1912)[12] ;
- Socorry (2e pièce des Sillages...) pour piano, et Habanera, pour orchestre, de Louis Aubert (1917-1918)[13].